# سرخو سیاه‌لکه
سرخو سیاه‌لکه (نام علمی: Lutjanus fulviflamma) نام یک گونه از سرده سرخوها است.